# KVC Westerlo
KVC Westerlo je belgický fotbalový klub, sídlí ve městě Westerlo. Své domácí zápasy hraje na stadionu t´Kuipke s kapacitou 10 278 diváků. V roce 2001 se stal vítězem belgického fotbalového poháru.

## Úspěchy
- Belgický fotbalový pohár: 1× vítěz (2000/01)

## Čeští hráči v klubu
Seznam českých hráčů, kteří ve své kariéře oblékali dres KVC Westerlo:
- Richard Culek
- Zdeněk Svoboda
- Lukáš Zelenka[1]